# Gellértberg

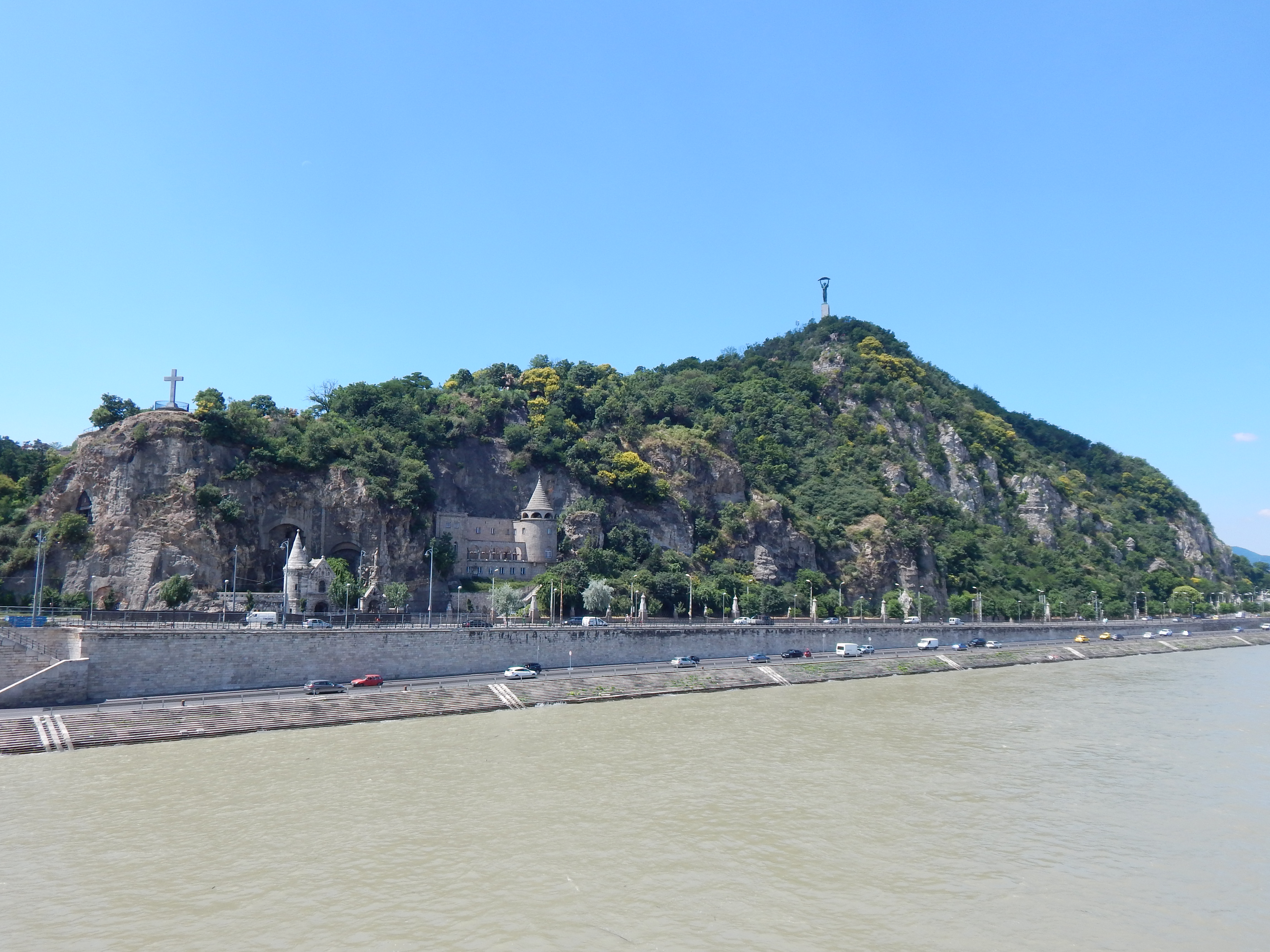
Gellértberg vom Pester Donauufer

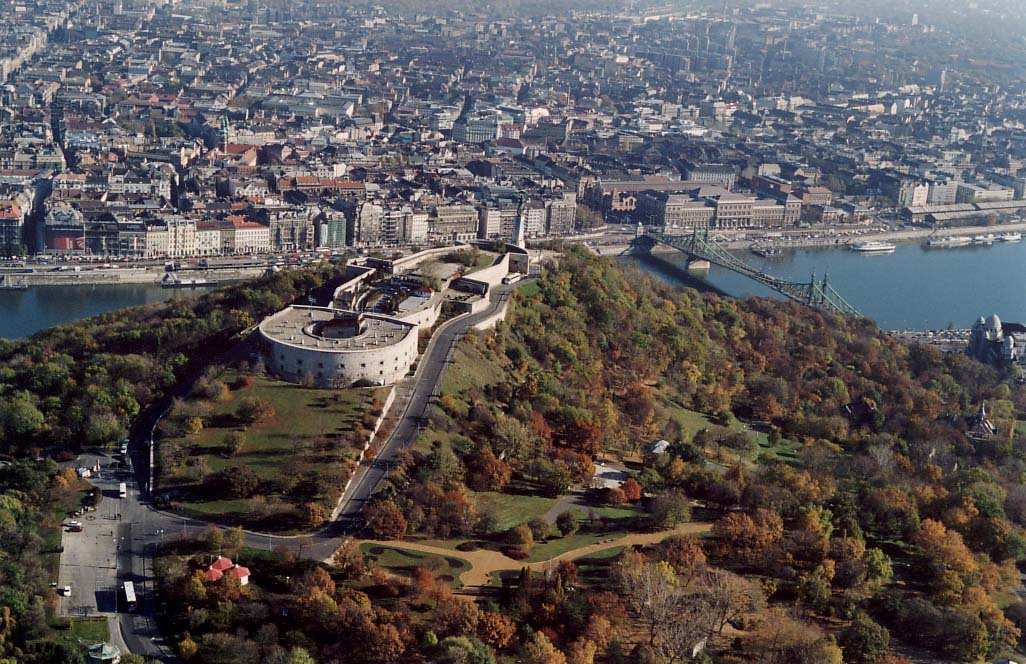
Zitadelle auf dem Gellértberg

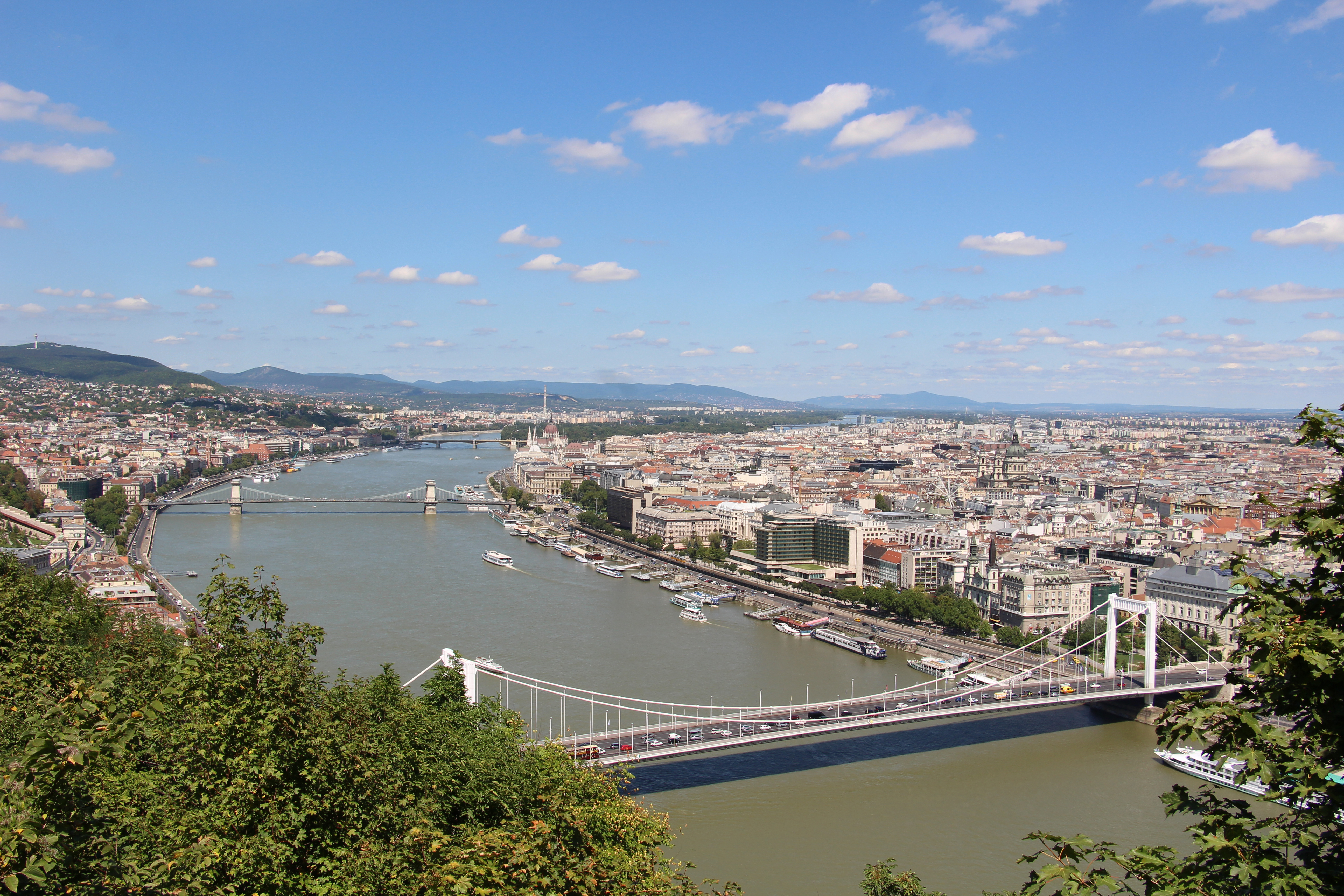
Ausblick auf die Stadt und die Donau

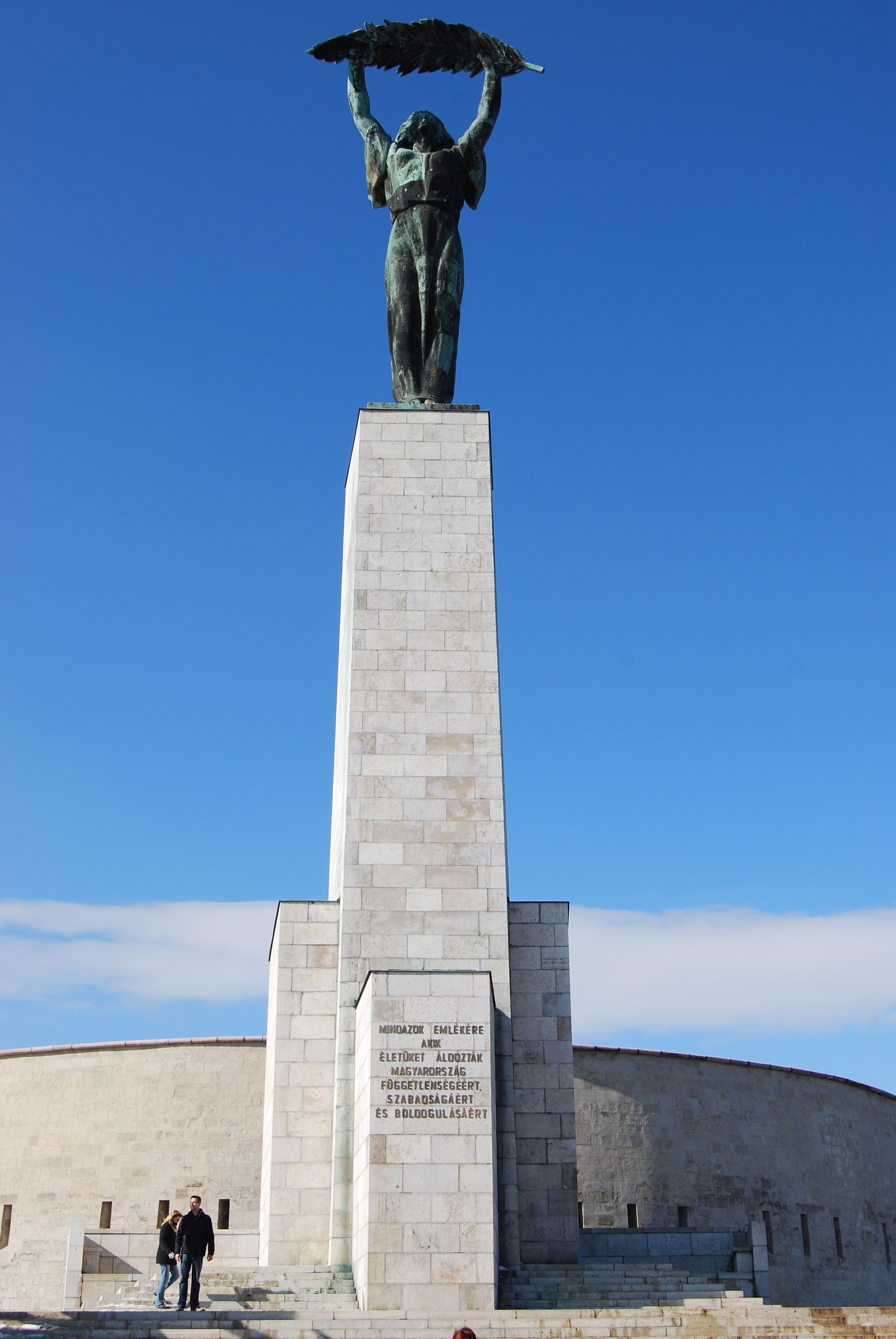
Freiheitsstatue auf dem Gellértberg

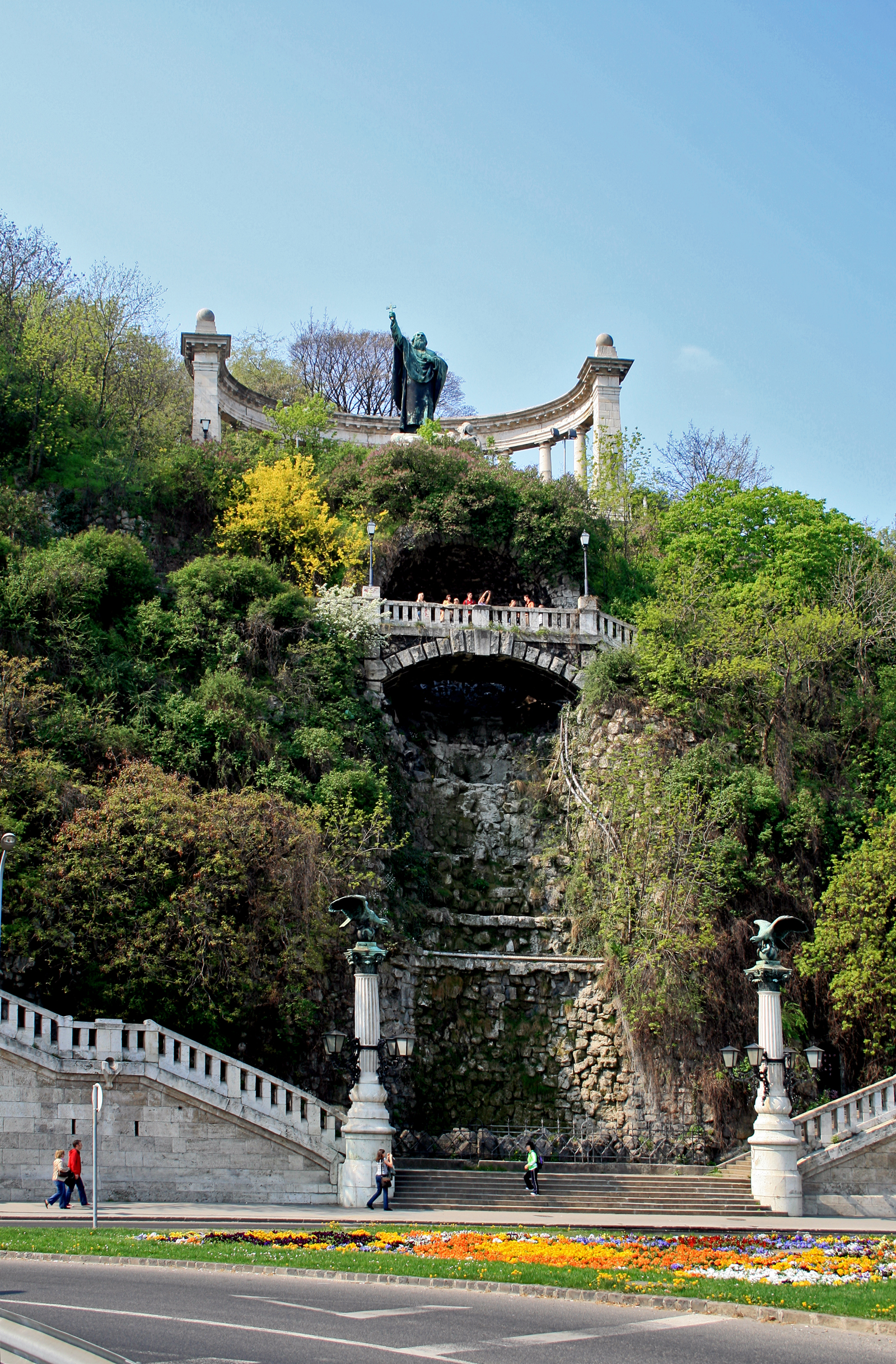
Denkmal des Heiligen Gellért

Der Gellértberg (ungarisch Gellért-hegy; früher Kelen-hegy; deutsch Kelenberg, Osterberg oder Blocksberg) liegt im I. und XI. Bezirk von Budapest. Er wurde nach Giorgio di Sagredo, dem Heiligen Gellért benannt, der von diesem Berg zu Tode gestürzt wurde. Ab 1495 erscheint der Gellértberg auch unter dem lateinischen Namen Mons Sancti  Gerardi (Sankt-Gerhardsberg). Nach der Ansiedlung von deutschen Auswanderern in Ofen und Pest ab dem 17. Jahrhundert wird der Gellért-hegy als Blocksberg, Treffpunkt der Hexen, bekannt.

## Geographie
Der höchste Punkt des sich am Westufer der Donau steil erhebenden Berges befindet sich auf 235 m. Er ist ein markanter topographischer Punkt in der Landschaft und zeichnet sich deutlich von seiner Umgebung ab. Im Inneren des südöstlichen Gellértberges befindet sich die große St.-Iván-Höhle; Schwefeldämpfe steigen an seinen Flanken empor.

## Geschichte
In der Spätlatènezeit trug der Gellértberg, den die Römer wahrscheinlich Mons Teutanus (Teutanusberg) nannten, auf seinen südlichen Hängen das Oppidum der spätkeltischen Eravisker. Nach dem Pannonischen Aufstand (6–9 n. Chr.) gegen die Römer wurden zumindest größere Teile dieses Volkes auf das Gebiet um das spätere Kastell Budapest–Albertfalva angesiedelt, ein anderer im Bereich von Aquincum und am südlich von Albertfalva gelegenen Kastell Vetus Salina. Der Gellértberg mit der Civitas Eraviscorum blieb indes noch bis nach der Mitte des 3. Jahrhunderts von diesem Volk bewohnt. Im Komitat Fejér, südlich von Budapest, sind die späten Latène-Keramikformen noch im 2. Jahrhundert nachweisbar. Zu den wichtigsten lokalen Zeugnissen der römischen Prinzipatszeit zählt der jährlich am 11. Juni gepflegte Kult für Teutanus, dem die Duoviri der Aquincumer Colonia zu diesem Anlass am Gellértberg stets einen Altarstein weihten. Nach dem Ende dieses Kultes in der Spätantike wurde eine große Zahl der Altäre als Spolien im damals neu errichtete  Ländeburgus Bölcske verbaut.
Die frühneuzeitliche Bevölkerung sah den Berg als Treffpunkt der Hexen. Zu Beginn des 18. Jahrhunderts glaubten die Menschen, dass auch Hexen aus weit entfernten Gegenden des Landes an den Gellértberg kommen würden. Zum Entstehen dieses Aberglaubens wird es nicht nur durch die herausragende Lage des Berges mit seinen steilen Felsen und den Schwefeldämpfen gekommen sein, auch die große Höhle im Berg könnte ihren Teil dazu beigetragen haben.
1861 wurde der Bahnhof Budapest-Déli eröffnet, welcher der Ausgangspunkt der Bahnstrecke Budapest–Murakeresztúr ist, die den Gellértberg seitdem in einem 361 Meter langen Tunnel unterquert.

## Sehenswürdigkeiten
Das „Denkmal des heiligen Märtyrerbischofs Gellért“ erinnert an den Aufstand heidnischer Ungarn im 11. Jahrhundert. Sie nahmen, einer Legende zufolge, die gewaltsame Christianisierung durch Gellért zum Anlass, ihn in ein Fass zu sperren und den Hügel hinunter in die Donau zu stürzen. Durch eine Spende Kaiser Wilhelms II., anlässlich eines Besuches 1896 in Ungarn, konnte das Denkmal gefördert und 1904 fertiggestellt werden. Hinter dem Denkmal befindet sich eine Kolonnade und unter dem Denkmal eine Naturquelle, die als Wasserfall aus dem Gellértberg entspringt.
Am Südhang des Gellértberges wurde 1926 eine Grottenkirche nach dem Vorbild von Lourdes errichtet. Sie wurde 1951 eingemauert und 1989 wiedereröffnet.
Kardinal József Mindszenty (nach 1945 eine Symbolfigur des Widerstandes gegen den Kommunismus in Ungarn) hielt hier nach dem Zweiten Weltkrieg (bis zu seiner Verhaftung am 26. Dezember 1948) seine Predigten.
Auf dem Gipfel des Berges befindet sich die Freiheitsstatue. Sie wurde 1947 aufgestellt zur Erinnerung an die Eroberung von Budapest durch die Rote Armee (Herbst 1944 bis Februar 1945). Ungarn war im Zweiten Weltkrieg mit Deutschland verbündet. Als ab 1943 Teile der Regierung erwogen, die Seite zu wechseln, besetzten am 19. März 1944 acht deutsche Divisionen Ungarn (Unternehmen Margarethe). Wehrmacht-Truppen wurden während der Schlacht um Budapest dort eingekesselt und verteidigten den Gellértberg bis Februar 1945 verbissen.
Ebenfalls auf dem Gipfel steht die Zitadelle, von der man einen weiten Ausblick auf Budapest und in beide Richtungen entlang der Donau hat. Von dort blickt man auf
- die Donaubrücken
- die Technische und Wirtschaftswissenschaftliche Universität Budapest
- den Burgpalast
- die Donaupromenade
- das Hotel Gellért mit dem Gellértbad.

Am Fuße des Berges befinden sich am Gellértplatz bei der Freiheitsbrücke das bekannte Hotel Gellért mit dem Gellértbad. Meyers Budapest-Lexikon von 1905 nannte die Orom utca als Grenze zwischen dem alten Tabán und Gellérthegy.